# Arsinoea
Арсіноя — вимерлий рід приматів, який відомий лише за одним видом, Arsinoea kallimos.Arsinoea kallimos знайдено у пізньоеоценовому кар'єрі L-41 у Фаюмській оазі.